# Реакция Кольбе
Реакция Ко́льбе — электрохимическая реакция получения углеводородов из карбоновых кислот или их солей. Проходит по уравнению:
{\displaystyle {\mathsf {2RCOO^{-}\rightarrow 2CO_{2}+R{\text{-}}R+2e^{-}}}}
Реакцию проводят в водных, этанольных или метанольных электролитах на гладких анодах из платины или анодах из непористого угля при температуре 20°-50°.
Реакция не является стереоселективной: если {\displaystyle \alpha }-атом углерода в исходном веществе являлся хиральным центром, то в результате реакции образуется рацемат. Если углеродная цепь при α-атоме углерода разветвлена, то реакция будет затруднена.
В случае смеси исходных продуктов (RCOOH + R’COOH) будет образовываться смесь веществ R-R, R-R' и R'-R'.
Реакция была открыта Кольбе в 1849 году.

## Применение
Реакция используется в синтезе себациновой и 15-гидроксипентадекановой кислоты.
Для синтеза длинных дикарбоновых кислот используют конденсацию моноэфиров более коротких дикарбоновых кислот. 